# Alfred Neuland
Alfred Karl Neuland (Valga, 1895. október 10. – Tallinn, 1966. november 16.) olimpiai és világbajnok észt súlyemelő.

## Pályafutása
1895. október 10-én született Valgában. Az 1900-as évek végén kezdett súlyemeléssel foglalkozni. Az orosz bajnokságon 1913-ban és 1914-ben második, 1915 első lett könnyűsúlyban. 1916-ban már középsúlyban lett bajnok. Az első világháború megszakította pályafutását, 1918 után kezdett újra súlyemeléssel foglalkozni. Az 1920-as antwerpeni olimpián könnyűsúlyban aranyérmet nyert. Ezzel Észtország első olimpiai bajnok sportolója lett. 1922-ben Európa-bajnok lett a tallinni versenyen. 1921 és 1924 között három észt bajnok címet nyert. Az 1924-es párizsi olimpián középsúlyban ezüstérmet szerzett. 1920 és 1925 között hat világrekordot állított fel.
1925-ben vonult vissza az aktív sportolástól és Valgában üzletemberként kezdett dolgozni, de edzőként és versenybíróként is tevékenykedett. 1950 és 1955 között a tallinni üdítőgyár vezetője volt. 1966. november 16-án hunyt el Tallinnban. 2000 óta szülővárosában évente emléktornát rendeznek a tiszteletére.

## Sikerei, díjai
- Olimpiai játékok
  - aranyérmes: 1920, Antwerpen (67,5 kg)
  - ezüstérmes: 1924, Párizs (75 kg)
- Világbajnokság
  - aranyérmes: 1922 (75 kg)
- Orosz bajnokság – könnyűsúly
  - bajnok: 1915, 1916 (középsúly)
  - 2.: 1913, 1914
- Észt bajnokság – könnyűsúly
  - bajnok: 1921, 1923 (középsúly), 1924